# Moment of Silence
Moment of Silence ist ein Lied des rumänischen Sängers Ovidiu Anton. Er sollte mit dem Lied Rumänien beim Eurovision Song Contest 2016 vertreten, das Land wurde jedoch disqualifiziert.

## Hintergrund
Moment of Silence wurde vom Sänger selbst geschrieben. Am 11. Februar 2016 wurde bekanntgegeben, dass Ovidiu Anton mit dem Lied bei der Selecția Națională 2016, dem rumänischen Vorentscheid für den Eurovision Song Contest teilnehmen wird. Das Lied wurde noch am selben Tag veröffentlicht. Er qualifizierte sich im Semifinale, das am 4. März 2016 stattfand, für das Finale und gewann es zwei Tage später. Am 22. April 2016 wurde bekannt, dass Rumänien vom Eurovision Song Contest ausgeschlossen wurde, da der Staatssender Televiziunea Română aufgelaufene Gebühren in Höhe von 16 Millionen Schweizer Franken nicht bezahlt hatte.